# LFP Awards
LFP Awards, также известная как La Liga Awards — ежегодная церемония награждения, организованная Федерацией футбола Испании (LFP) и вручаемая после окончания футбольного сезона Испании (с 2008/09).

## Постоянные номинации

### Победители
| Сезон   | Номинация                         | Номинация                     | Номинация                     | Номинация                                                     | Номинация                       | Номинация                       |
| Сезон   | Лучший игрок                      | Лучший вратарь                | Лучший защитник               | Лучший полузащитник                                           | Лучший нападающий               | Лучший тренер                   |
| ------- | --------------------------------- | ----------------------------- | ----------------------------- | ------------------------------------------------------------- | ------------------------------- | ------------------------------- |
| 2008/09 | Лионель Месси (Барселона)         | Икер Касильяс (Реал Мадрид)   | Даниэл Алвес (Барселона)      | Хави (Барселона) Андрес Иньеста (Барселона)                   | Лионель Месси (Барселона)       | Хосеп Гвардиола (Барселона)     |
| 2009/10 | Лионель Месси (Барселона)         | Виктор Вальдес (Барселона)    | Жерар Пике (Барселона)        | Хави (Барселона) Хесус Навас (Севилья)                        | Лионель Месси (Барселона)       | Хосеп Гвардиола (Барселона)     |
| 2010/11 | Лионель Месси (Барселона)         | Виктор Вальдес (Барселона)    | Эрик Абидаль (Барселона)      | Хави (Барселона) Андрес Иньеста (Барселона)                   | Лионель Месси (Барселона)       | Хосеп Гвардиола (Барселона)     |
| 2011/12 | Лионель Месси (Барселона)         | Икер Касильяс (Реал Мадрид)   | Серхио Рамос (Реал Мадрид)    | Хаби Алонсо (Реал Мадрид) Андрес Иньеста (Барселона)          | Лионель Месси (Барселона)       | Хосеп Гвардиола (Барселона)     |
| 2012/13 | Лионель Месси (Барселона)         | Тибо Куртуа (Атлетико Мадрид) | Серхио Рамос (Реал Мадрид)    | Асьер Ильярраменди (Реал Сосьедад) Андрес Иньеста (Барселона) | Лионель Месси (Барселона)       | Диего Симеоне (Атлетико Мадрид) |
| 2013/14 | Криштиану Роналду (Реал Мадрид)   | Кейлор Навас (Леванте)        | Серхио Рамос (Реал Мадрид)    | Лука Модрич (Реал Мадрид) Андрес Иньеста (Барселона)          | Криштиану Роналду (Реал Мадрид) | Диего Симеоне (Атлетико Мадрид) |
| 2014/15 | Лионель Месси (Барселона)         | Клаудио Браво (Барселона)     | Серхио Рамос (Реал Мадрид)    | Хамес Родригес (Реал Мадрид)                                  | Лионель Месси (Барселона)       | Луис Энрике (Барселона)         |
| 2015/16 | Антуан Гризманн (Атлетико Мадрид) | Ян Облак (Атлетико Мадрид)    | Диего Годин (Атлетико Мадрид) | Лука Модрич (Реал Мадрид)                                     | Лионель Месси (Барселона)       | Диего Симеоне (Атлетико Мадрид) |

| Лучший игрок      | Лучший игрок |
| ----------------- | ------------ |
| Лионель Месси     | 6            |
| Криштиану Роналду | 1            |
| Антуан Гризманн   | 1            |

| Лучший игрок    | Лучший игрок |
| --------------- | ------------ |
| Барселона       | 6            |
| Реал Мадрид     | 1            |
| Атлетико Мадрид | 1            |

| Лучший вратарь | Лучший вратарь |
| -------------- | -------------- |
| Икер Касильяс  | 2              |
| Виктор Вальдес | 2              |
| Тибо Куртуа    | 1              |
| Кейлор Навас   | 1              |
| Клаудио Браво  | 1              |
| Ян Облак       | 1              |

| Лучший вратарь  | Лучший вратарь |
| --------------- | -------------- |
| Барселона       | 3              |
| Реал Мадрид     | 2              |
| Атлетико Мадрид | 2              |
| Леванте         | 1              |

| Лучший защитник | Лучший защитник |
| --------------- | --------------- |
| Серхио Рамос    | 4               |
| Даниэл Алвес    | 1               |
| Жерар Пике      | 1               |
| Эрик Абидаль    | 1               |
| Диего Годин     | 1               |

| Лучший защитник | Лучший защитник |
| --------------- | --------------- |
| Реал Мадрид     | 4               |
| Барселона       | 3               |
| Атлетико Мадрид | 1               |

| Лучший полузащитник | Лучший полузащитник |
| ------------------- | ------------------- |
| Андрес Иньеста      | 5                   |
| Хави                | 3                   |
| Лука Модрич         | 2                   |
| Хаби Алонсо         | 1                   |
| Асьер Ильярраменди  | 1                   |
| Хамес Родригес      | 1                   |

| Лучший полузащитник | Лучший полузащитник |
| ------------------- | ------------------- |
| Барселона           | 8                   |
| Реал Мадрид         | 4                   |
| Реал Сосьедад       | 1                   |

| Лучший нападающий | Лучший нападающий |
| ----------------- | ----------------- |
| Лионель Месси     | 7                 |
| Криштиану Роналду | 1                 |

| Лучший нападающий | Лучший нападающий |
| ----------------- | ----------------- |
| Барселона         | 7                 |
| Реал Мадрид       | 1                 |

| Лучший тренер   | Лучший тренер |
| --------------- | ------------- |
| Хосеп Гвардиола | 4             |
| Диего Симеоне   | 3             |
| Луис Энрике     | 1             |

| Лучший тренер   | Лучший тренер |
| --------------- | ------------- |
| Барселона       | 5             |
| Атлетико Мадрид | 3             |

## Временные номинации
| Сезон   | Номинации                       | Номинации                          | Номинации                                     | Номинации                         | Номинации |
| Сезон   | Fair Play                       | Открытие сезона                    | Иностранный игрок                             | Лучший игрок (версия болельщиков) |           |
| ------- | ------------------------------- | ---------------------------------- | --------------------------------------------- | --------------------------------- | --------- |
| 2008/09 | Хуан Карлос Валерон (Депортиво) | Серхио Бускетс (Барселона)         | Не вручалась                                  | Не вручалась                      |           |
| 2009/10 | Маркос Сенна (Вильярреал)       | Педро Родригес (Барселона)         | Не вручалась                                  | Не вручалась                      |           |
| 2010/11 | Альберто Ривера (Спортинг)      | Икер Муньяин (Атлетик Бильбао)     | Не вручалась                                  | Не вручалась                      |           |
| 2011/12 | Карлес Пуйоль (Барселона)       | Иско (Малага)                      | Не вручалась                                  | Не вручалась                      |           |
| 2012/13 | Икер Касильяс (Реал Мадрид)     | Асьер Ильярраменди (Реал Сосьедад) | Не вручалась                                  | Не вручалась                      |           |
| 2013/14 | Иван Ракитич (Севилья)          | Рафинья (Сельта)                   | Карлос Бакка (Севилья) Ясин Брахими (Гранада) | Не вручалась                      |           |
| 2014/15 | Не вручалась                    | Не вручалась                       | Неймар (Барселона) Софиан Фегули (Валенсия)   | Криштиану Роналду (Реал Мадрид)   |           |
| 2015/16 | Не вручалась                    | Марко Асенсио (Эспаньол)           | Луис Суарес (Барселона)                       | Антуан Гризманн (Атлетико Мадрид) |           |

Награды были вручены единожды:
| Сезон   | Номинация            | Recipient                       |
| ------- | -------------------- | ------------------------------- |
| 2012/13 | Самый полезный игрок | Криштиану Роналду (Реал Мадрид) |
| 2013/14 | Лучший гол сезона    | Криштиану Роналду (Реал Мадрид) |